# Guðmundur Ingi Kristinsson

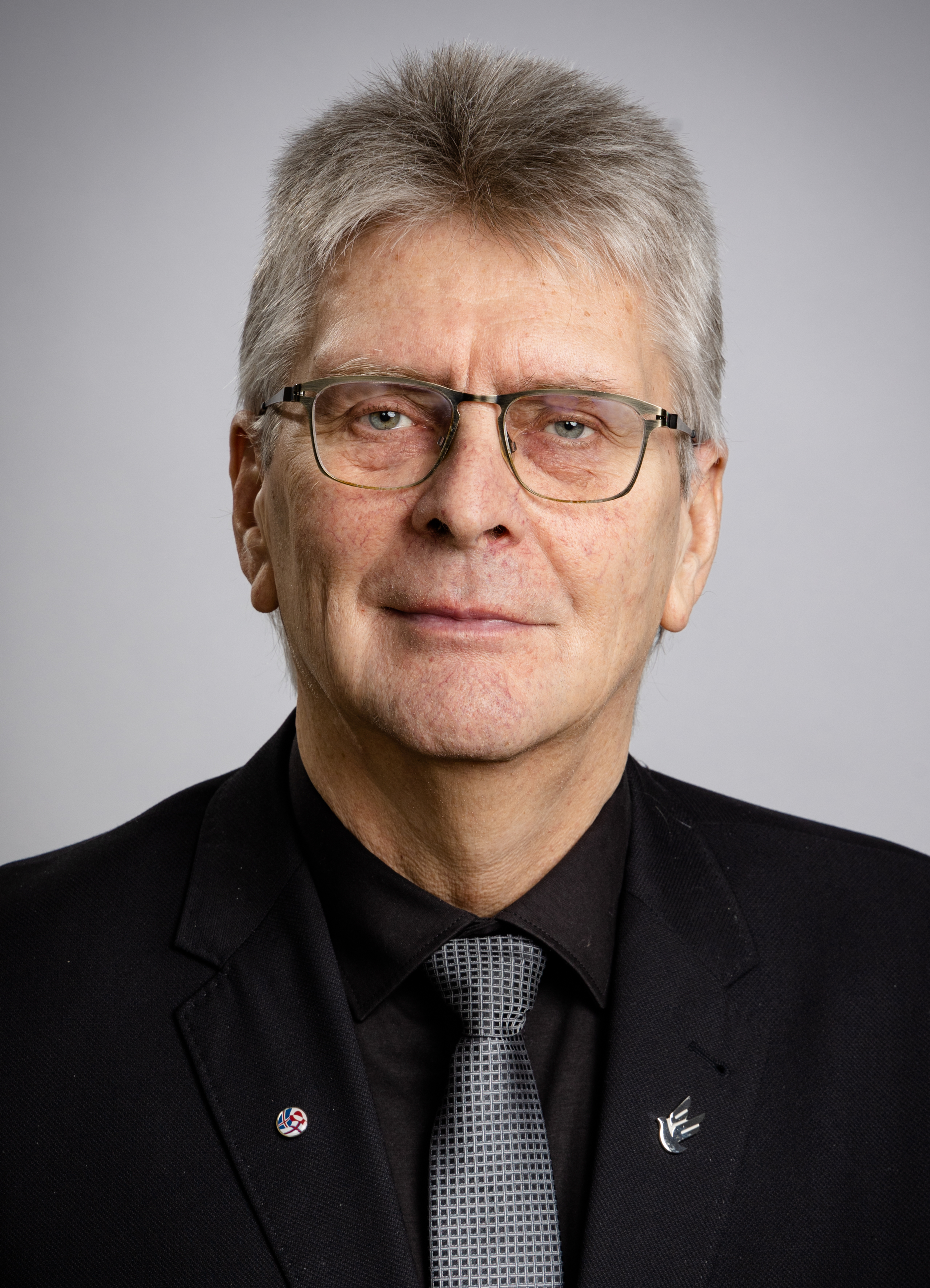
Guðmundur Ingi Kristinsson, 2021

Guðmundur Ingi Kristinsson (deutsche Transkription Gudmundur Ingi Kristinsson, * 14. Juli 1955 in Reykjavík) ist ein isländischer Politiker (Flokkur fólksins). Seit dem 23. März 2025 ist er Minister für Bildung und Kinderbelange im Kabinett Kristrún Frostadóttir.

## Leben
Guðmundur Ingi Kristinsson ist gelernter Tischler. Er arbeitete als Polizist in Grindavík und Keflavík und danach als Verkäufer in einer Eisenwarenhandlung in Reykjavík. Von 2004 bis 2012 gehörte er dem Beirat der isländischen Gewerkschaft VR an. Seit 2010 war er Vorsitzender von BÓT, einer Organisation, die sich für die Rechte der Rentner und die Bekämpfung der Armut einsetzt. Seit 2016 ist Guðmundur Ingi Kristinsson stellvertretender Vorsitzender der Partei Flokkur fólksins.
Bei der Parlamentswahl vom 28. Oktober 2017 wurde Guðmundur Ingi als Kandidat von Flokkur fólksins für den Südwestlichen Wahlkreis ins isländische Parlament Althing gewählt. Mit Stand vom Januar 2019 gehört er dem parlamentarischen Ausschuss für Wohlfahrt und der isländischen Delegation im Nordischen Rat an. Von den vier Kandidaten von Flokkur fólksins, die bei der Wahl 2017 ins Parlament einziehen konnten, wurden zwei Ende 2018 infolge der Klaustur-Affäre aus der Partei ausgeschlossen, so dass Guðmundur Ingi Kristinsson und die Parteigründerin Inga Sæland zeitweilig die einzigen verbliebenen Parlamentarier dieser Partei waren (seit der Wahl 2021 hatte die Partei sechs Sitze inne). Guðmundur Ingi Kristinsson ist seither auch Fraktionsvorsitzender von Flokkur fólksins und hat damit den zwischenzeitlich parteilosen Ólafur Ísleifsson abgelöst, der dieses Amt von 2017 bis 2018 innehatte und sich später der Zentrumspartei angeschlossen hat.